# Louis Kahn
Louis Isadore Kahn (20 tháng 2 năm 1901 –– 17 tháng 3 năm 1974) là một kiến trúc sư người Mỹ sinh ra ở Estonia, làm việc tại Philadelphia, Pennsylvania, Hoa Kỳ. Bên cạnh hành nghề, ông là giáo sư kiến trúc tại Đại học Yale từ năm 1947 đến năm 1957. Từ năm 1957 đến khi qua đời, ông là giáo sư kiến trúc tại Đại học Pennsylvania.

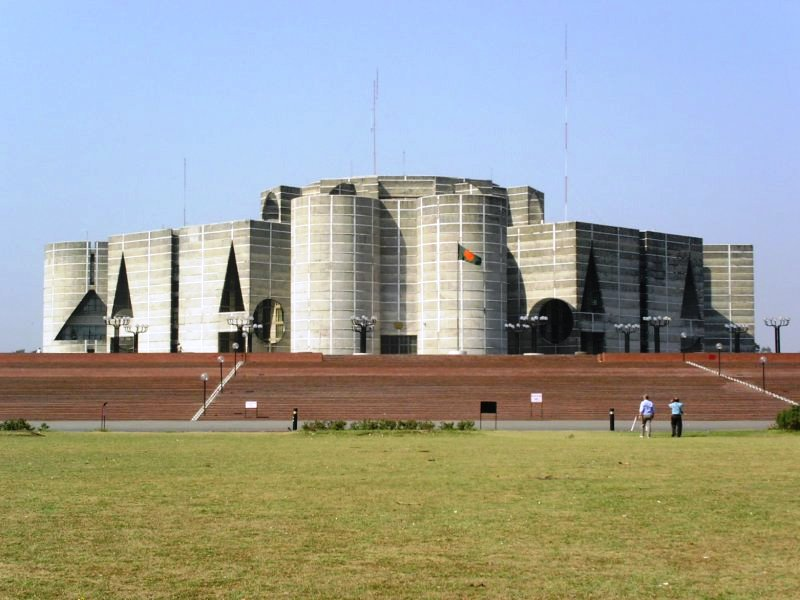
Nhà làm việc chính phủ Dhaka, Bangladesh

Kahn là người Do Thái, sinh ra tại Kuressaare, thuộc quần đảo Saaremaa của Estonia. Năm 1905, gia đình ông di cư đến Mỹ do cha ông lo sợ sẽ bị tái ngũ trong cuộc Chiến tranh Nga-Nhật. Ông lớn lên ở Philadelphia và nhập quốc tịch Mỹ vào ngày 15 tháng 3 năm 1914.

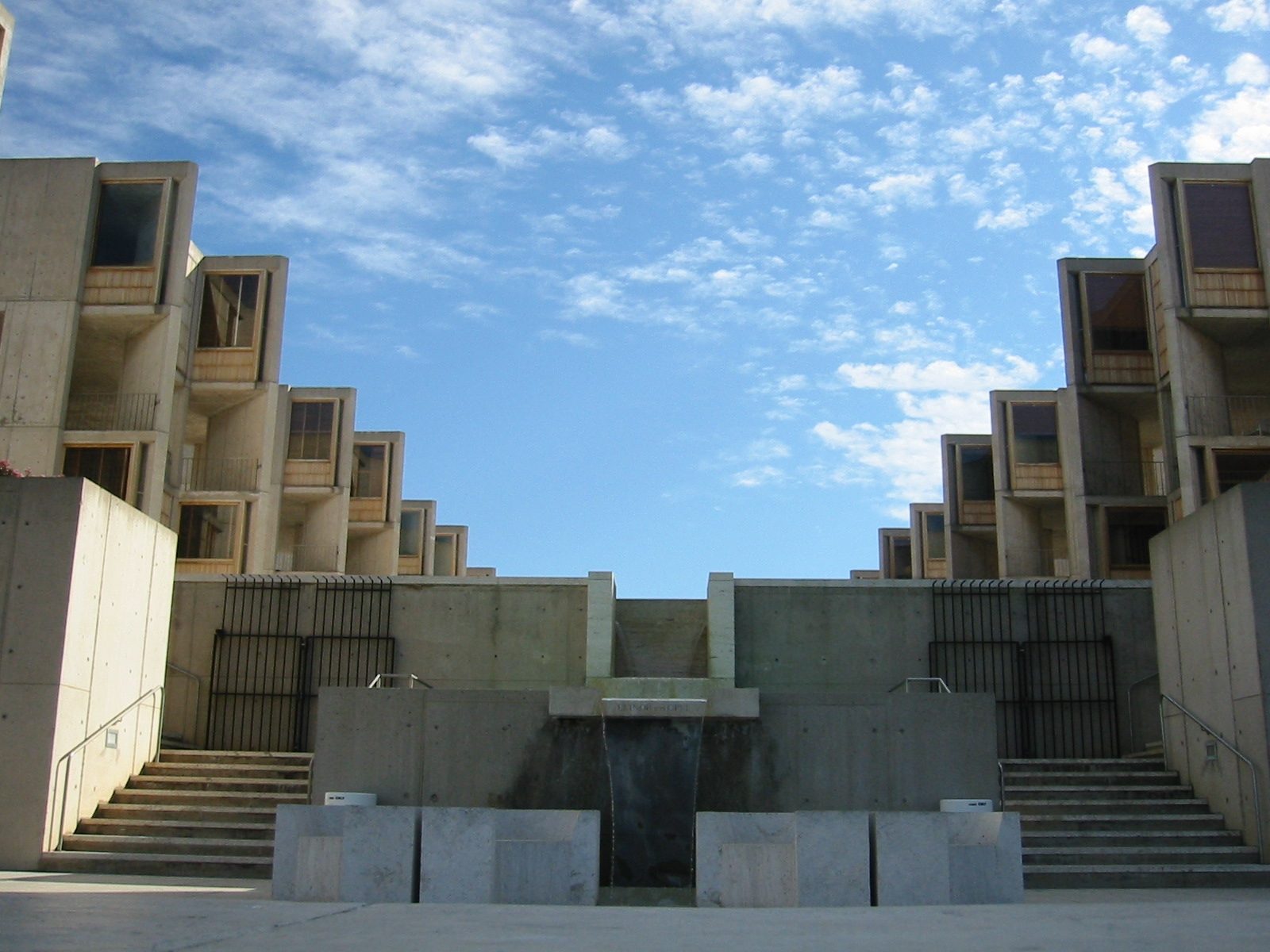
Học viện Salk, La Jolla, California

Thời trẻ, ông được đào tạo theo một truyền thống cổ điển chặt chẽ với sự nhấn mạnh học tập, sao chép vào các tác phẩm truyền thống tại Đại học Pennsylvania (Penn U.). Sau khi hoàn thành chương trình thạc sĩ năm 1924, Kahn làm một chuyến du lịch sang châu Âu, thay vì dừng lại ở trung tâm nghệ thuật cổ điển hoặc hiện đại nào, ông lại chọn thành cổ Carcassonne ở Pháp, được xây dựng từ thời Trung cổ. Từ 1925 đến 1926, Kahn làm việc như kiến trúc sư trưởng của Hội chợ triển lãm thế giới tại Philadelphia. Từ 1947 ông giảng dạy tại Đại học Yale và tạo được một ảnh hưởng lớn tại đây trước khi chuyển đến Đại học Pennsylvania. Trong số các học trò xuất chúng của ông sau này có Moshe Safdie và Robert Venturi.

Nội thất nhà nguyện Rochester

Kiến trúc của Louis Kahn đã truyền tải vào chủ nghĩa quốc tế một phong cách tinh tế, giàu chất thơ, ghi đậm dấu ấn cá nhân trong từng tác phẩm. Ông là bậc thầy về sử dụng ánh sáng trong kiến trúc. Theo nhà điêu khắc Isamu Noguchi, Louis Kahn là một nhà triết học trong số các kiến trúc sư.
Sau một chuyến du lịch từ Ấn Độ trở về, Kahn mất đột ngột vì một cơn đau tim tại phòng tắm nhà ga Pennsylvania ở Thành phố New York, người ta chỉ có thể xác định được danh tính của ông sau 3 ngày vì ông đã xóa địa chỉ của bản thân trên hộ chiếu.

## Các công trình kiến trúc
Tất cả các năm sau đây là năm bắt đầu xây dựng
- 1951 - University Art Center
- 1954 - Trenton Bath House
- 1957 - Richards Medical Center - Trung tâm nghiên cứu Y học Richards thuộc trường Đại học Tổng hợp Pensylvanie, Philadelphie, Mỹ.
- 1959 - Salk Institute
- 1959 - Esherick House
- 1959 - First Unitarian Church of Rochester
- 1960 - Erdman Hall Dormitories
- 1960 - Norman Fisher House
- 1963 - Institute of Public Administration
- 1962 - National Assembly Building, Dhaka, Bangladesh
- 1967 - Exeter Library
- 1967 - Kimbell Art Museum
- 1969 - Yale Center for British Art